# Porumbar

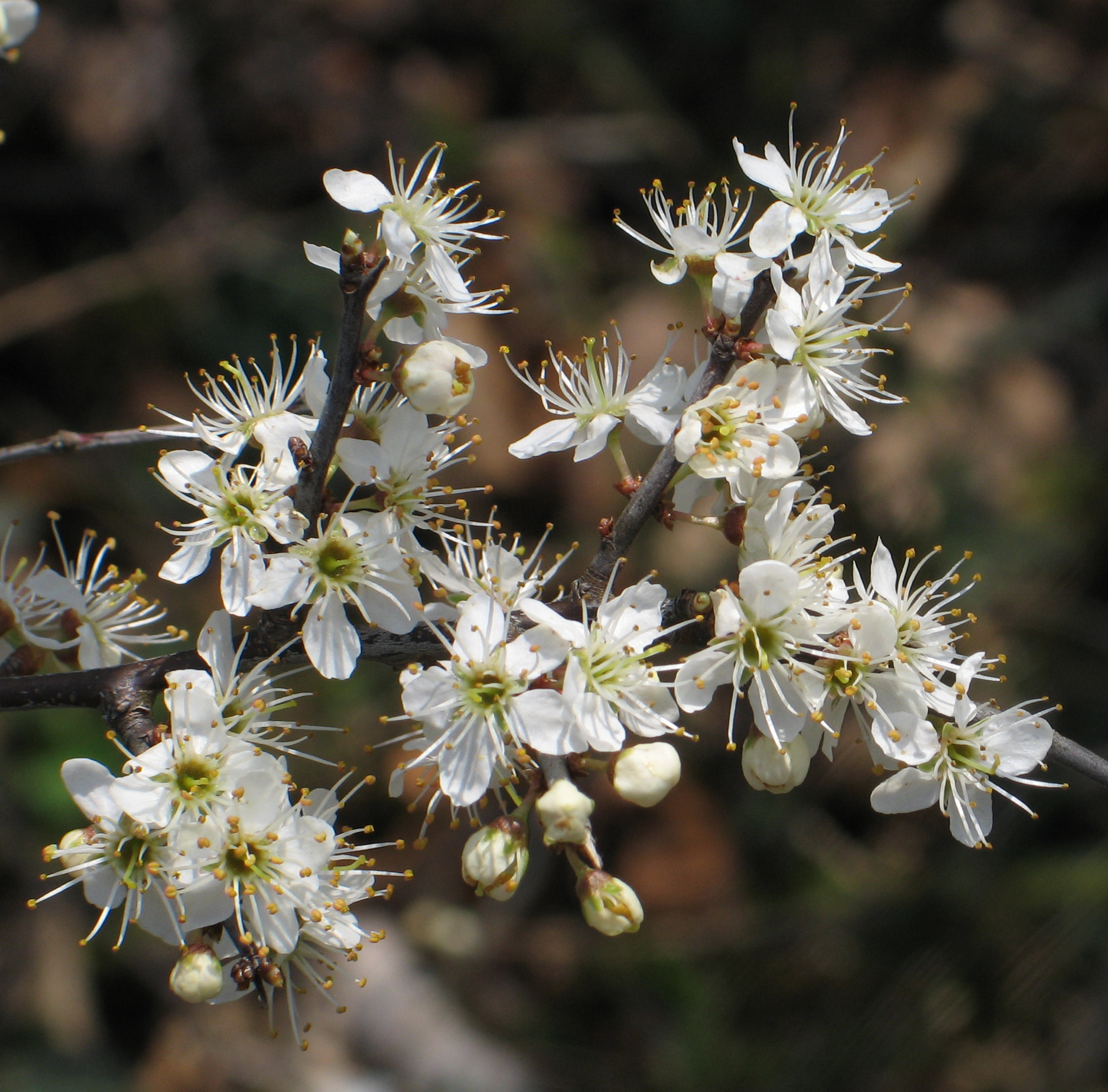

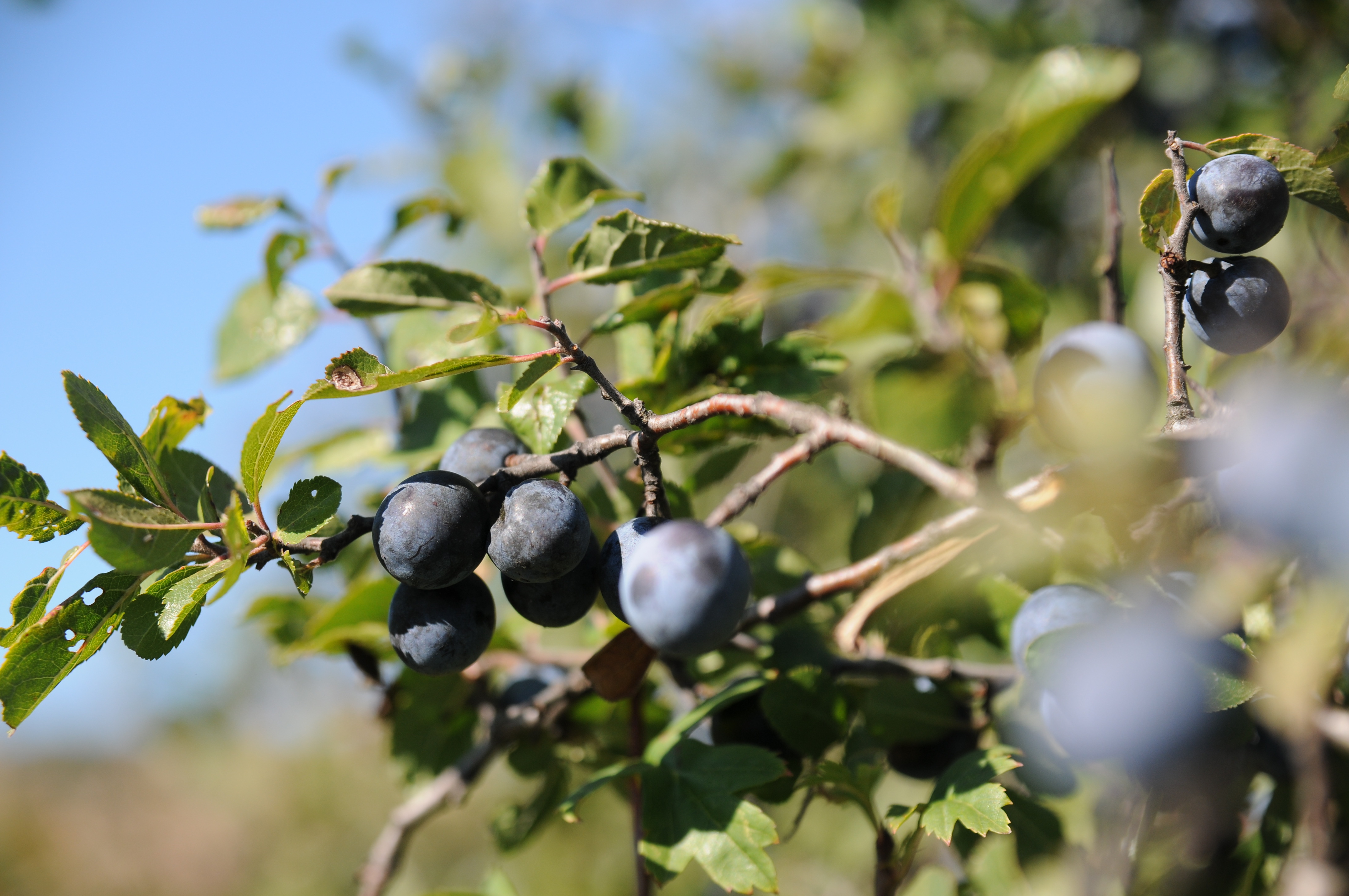

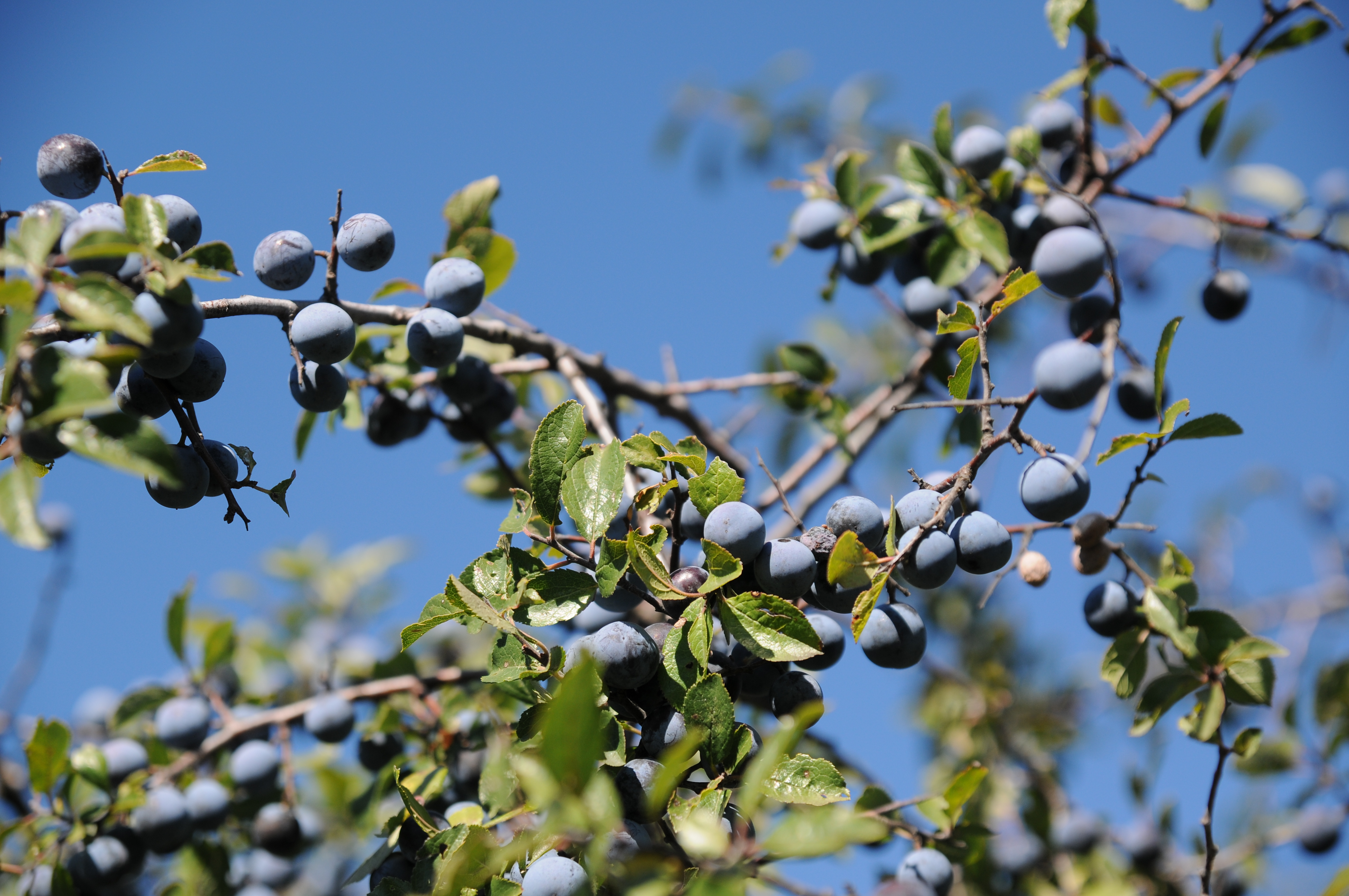

Porumbarul (Prunus spinosa) este un arbust sălbatic, înalt de 1–3 m, din familia rozaceelor (Rosaceae), cu ramuri spinoase, cu flori albe și cu fructe sferice de culoare neagră-vineție.

## Răspândire
Porumbarul poate fi întâlnit de la câmpie până în zonele montane (1400 m) din Europa, Asia de Sud-Vest, Caucaz și Africa de Nord. In America de Nord nu a existat ca plantă autohtonă ci a fost adusă de om. Planta nu trăiește în Islanda și regiunile reci din nord, ea putând fi găsită frecvent la liziera pădurilor, pe marginea drumurilor și a terenurilor cultivate, în regiunile calcaroase, trăind împreună cu socul, alunul și măceșul.

## Utilizare
Fitoterapeutica modernă recomandă porumbarul ca plantă medicinală, ceaiurile pe bază de fructe sau flori de porumbar sunt folosite în hemoragie, afecțiuni renale, dischinezia biliară, uremie, gută, diaree, tulburări în creștere, dezvoltare, în cura de slăbire. Alte utilizări în convalescențe postgripale, după boli pulmonare, tuse convulsivă, debilitate psiho-fizică, anorexie, inapetență sau deficit imunitar.